# Dualität von Tests und Konfidenzbereichen
Die Dualität von Tests und Konfidenzbereichen, auch Dualität von Tests und Konfidenzintervallen, ist in der mathematischen Statistik eine Verbindung zwischen Konfidenzbereichen und statistischen Tests, die es ermöglicht, aus Konfidenzbereichen Tests zu konstruieren und umgekehrt. Somit können auch Konstruktionsverfahren aus dem einen Themengebiet in das andere übertragen werden. Des Weiteren wird diese Dualität beispielsweise zur Beschreibung von Optimalitätseigenschaften von Konfidenzbereichen verwendet.

## Einführendes Beispiel
Gegeben sei ein statistisches Modell {\displaystyle ({\mathcal {X}},{\mathcal {A}},(P_{\vartheta })_{\vartheta \in \Theta })} sowie ein Messraum {\displaystyle (\Gamma ,{\mathcal {A}}_{\Gamma })}. Ein wesentlicher Unterschied zwischen statistischen Tests und Konfidenzintervallen ist, dass ein Test als Funktionswerte 0 oder 1 annimmt bzw. im Falle eines randomisierten Tests Werte zwischen null und eins. Ein Test ist also eine Abbildung
{\displaystyle T\colon ({\mathcal {X}},{\mathcal {A}})\to ([0,1],{\mathcal {B}}([0,1]))}.
Konfidenzintervalle hingegen nehmen als Werte Mengen an, also Elemente aus {\displaystyle A_{\Gamma }}, sind also Abbildungen
{\displaystyle C\colon {\mathcal {X}}\to {\mathcal {A}}_{\Gamma }}
mit zusätzlichen Messbarkeitseigenschaften, für Details siehe Bereichsschätzer.
Angenommen es handelt sich um ein parametrisches Modell und der Parameter soll geschätzt werden. Dann ist {\displaystyle \Gamma =\Theta } und die zu schätzende Funktion (Parameterfunktion) ist
{\displaystyle g(\vartheta )=\vartheta }.
Per Definition eines Konfidenzintervalls {\displaystyle C(X)} mit Konfidenzniveau {\displaystyle 1-\alpha } gilt
{\displaystyle P_{\vartheta }(\{x\in {\mathcal {X}}\mid \vartheta \in C(X)\})\geq 1-\alpha \quad \mathrm {f{\ddot {u}}r\;alle\;} \vartheta \in \Theta }.
Wählt man nun konkret ein fixes {\displaystyle \vartheta _{0}} aus {\displaystyle \Theta }, so ist
{\displaystyle P_{\vartheta _{0}}(\{x\in {\mathcal {X}}\mid \vartheta _{0}\notin C(X)\})\leq \alpha \qquad } (1)
und
{\displaystyle P_{\vartheta }(\{x\in {\mathcal {X}}\mid \vartheta \in C(X)\})\geq 1-\alpha \quad \mathrm {f{\ddot {u}}r\;alle\;} \vartheta \in \Theta \setminus \{\vartheta _{0}\}}.
Definiert man nun einen statistischen Test
{\displaystyle T_{C}\colon {\mathcal {X}}\to [0,1]}
durch
{\displaystyle T_{C}(X)=\mathbf {1} _{\{x\in {\mathcal {X}}\mid \vartheta _{0}\notin C(X)\}}(X)},
wobei {\displaystyle \mathbf {1} _{A}} die Indikatorfunktion auf der Menge {\displaystyle A} bezeichnet, so ist dies ein statistischer Test der Hypothese {\displaystyle H_{0}=\vartheta _{0}} gegen die Alternative {\displaystyle H_{1}=\Theta \setminus \{\vartheta _{0}\}}. Nach der Gleichung (1) hält er das Signifikanzniveau {\displaystyle \alpha } ein.
Als konkretes Beispiel betrachte man das Normalverteilungsmodell mit bekannter Varianz {\displaystyle \sigma _{0}^{2}} und unbekanntem Erwartungswert {\displaystyle \mu }, also das statistische Modell {\displaystyle (\mathbb {R} ^{n},{\mathcal {B}}(\mathbb {R} ^{n}),({\mathcal {N}}(\mu ,\sigma _{0}^{2}))_{\mu \in \mathbb {R} })}. Ein rechtsseitig unbeschränktes Konfidenzintervall für den unbekannten Erwartungswert zum Konfidenzniveau {\displaystyle 1-\alpha } ist gegeben durch
{\displaystyle C(X)=\left[{\overline {X}}-{\tfrac {\sigma _{0}}{\sqrt {n}}}u_{1-\alpha };\infty \right)}.
Hierbei bezeichnet {\displaystyle u_{\alpha }} das {\displaystyle \alpha }-Quantil der Standardnormalverteilung, welches aus der Quantiltabelle der Standardnormalverteilung entnommen werden kann und
{\displaystyle {\overline {X}}={\frac {1}{n}}\sum _{i=1}^{n}X_{i}}
das Stichprobenmittel. Es folgt für einen festen Mittelwert {\displaystyle \mu _{0}\in \mathbb {R} }
{\displaystyle \mu _{0}\notin C(X)\iff \mu _{0}<{\overline {X}}-{\tfrac {\sigma _{0}}{\sqrt {n}}}u_{1-\alpha }\iff \mu _{0}+{\tfrac {\sigma _{0}}{\sqrt {n}}}u_{1-\alpha }<{\overline {X}}}.
Somit ergibt sich als statistischer Test zum Niveau {\displaystyle \alpha } von {\displaystyle H_{0}=\mu _{0}} gegen {\displaystyle H_{1}=\mathbb {R} \setminus \{\mu _{0}\}}
{\displaystyle T(X,\mu _{0})={\begin{cases}1&{\text{ falls }}\quad \mu _{0}+{\tfrac {\sigma _{0}}{\sqrt {n}}}u_{1-\alpha }<{\overline {X}}\\0&{\text{ sonst.}}\end{cases}}}

## Dualität mittels Formhypothesen
Allgemeiner kann eine Bijektion zwischen den Konfidenzbereichen und den nichtrandomisierten Tests mittels des Konzepts der Formhypothesen hergestellt werden.
Gegeben seien Formhypothesen {\displaystyle ({\tilde {H}}_{\vartheta },{\tilde {K}}_{\vartheta })_{\vartheta \in \Theta }} und korrespondierende Testhypothesen {\displaystyle (H_{\gamma },K_{\gamma })_{\gamma \in \Gamma }} zu einem statistischen Modell {\displaystyle ({\mathcal {X}},{\mathcal {A}},(P_{\vartheta })_{\vartheta \in \Theta })} und einem Entscheidungsraum {\displaystyle (\Gamma ,{\mathcal {A}}_{\Gamma })}.

### Nichtrandomisierte Tests aus Konfidenzbereichen
Sei {\displaystyle C} ein Konfidenzbereich zu den Formhypothesen {\displaystyle ({\tilde {H}}_{\vartheta },{\tilde {K}}_{\vartheta })_{\vartheta \in \Theta }} zum Konfidenzniveau {\displaystyle 1-\alpha }. Definiere für jedes {\displaystyle \gamma } die Menge
{\displaystyle A_{C,\gamma }:=\{x\in {\mathcal {X}}\mid \gamma \in C(x)\}}.
Dann ist für jedes {\displaystyle \gamma }
{\displaystyle \varphi _{\gamma }(x)={\begin{cases}1&{\text{falls}}\quad x\notin A_{C,\gamma }\\0&{\text{ falls}}\quad x\in A_{C,\gamma }\end{cases}}}
ein Test zum Niveau {\displaystyle \alpha } für die Nullhypothese {\displaystyle H_{\gamma }} gegen die Alternative {\displaystyle K_{\gamma }}. Die Menge {\displaystyle A_{C,\gamma }} ist somit genau der Annahmebereich des Tests {\displaystyle \varphi _{\gamma }}.

### Konfidenzbereiche aus nichtrandomisierten Tests
Gegeben sei für jedes {\displaystyle \gamma } ein nichtrandomisierter Test zum Niveau {\displaystyle \alpha } der Nullhypothese {\displaystyle H_{\gamma }} gegen die Alternative {\displaystyle K_{\gamma }} mit dem Annahmebereich {\displaystyle A_{\gamma }}. Die Tests sind also von der Form
{\displaystyle \varphi _{\gamma }(x)={\begin{cases}1&{\text{ falls }}\quad x\notin A_{\gamma }\\0&{\text{ falls }}\quad x\in A_{\gamma }\end{cases}}}.
Dann ist
{\displaystyle C(x):=\{\gamma \in \Gamma \mid x\in A_{\gamma }\}}
ein Konfidenzbereich zum Konfidenzniveau {\displaystyle 1-\alpha } zu den Formhypothesen {\displaystyle ({\tilde {H}}_{\vartheta },{\tilde {K}}_{\vartheta })_{\vartheta \in \Theta }}

### Korrespondenz der Optimalitätsbegriffe
Über die Formhypothesen und die korrespondierenden Testhypothesen lassen sich nicht nur Tests konstruieren, sondern es lassen sich auch Optimalitätsaussagen von Tests auf Konfidenzbereiche übertragen und umgekehrt. Es gilt:
Ein Konfidenzbereich zu den Formhypothesen {\displaystyle ({\tilde {H}}_{\vartheta },{\tilde {K}}_{\vartheta })_{\vartheta \in \Theta }} und dem Konfidenzniveau {\displaystyle 1-\alpha } ist genau dann ein gleichmäßig bester Konfidenzbereich (bzw. ein gleichmäßig bester unverfälschter Konfidenzbereich), wenn für jedes {\displaystyle \gamma }  der Test {\displaystyle \varphi _{\gamma }} wie er oben beschrieben wurde eine gleichmäßig bester Test (bzw. ein gleichmäßig bester unverfälschter Test) zum Niveau {\displaystyle \alpha } für die Nullhypothese {\displaystyle H_{\gamma }} gegen die Alternative {\displaystyle K_{\gamma }} ist.